# グレムスドルフ
グレムスドルフ (ドイツ語: Gremsdorf) は、ドイツ連邦共和国バイエルン州ミッテルフランケンのエアランゲン＝ヘーヒシュタット郡に属す町村（以下、本項では便宜上「町」と記述する）で、ヘーヒシュタット・アン・デア・アイシュ行政共同体の一員。

## 地理

### 位置
グレムスドルフは、アウトバーン、ヴュルツブルク – ニュルンベルク線のヘーヒシュタット東インターチェンジから1kmほど西のアイシュ渓谷に位置する。市町村再編時代に、当時独立した自治体であったブーフが、この町に合併した。

### 自治体の構成
この町は、公式には以下の4つの集落からなる。このうち小集落や孤立農場などを除く集落を以下に列記する。
- ブーフ
- グレムスドルフ
- クラウゼンベヒホーフェン
- ポッペンヴィント

## 行政

### 議会
グレムスドルフの議会は12議席で、これに首長が加わる。

### 首長
首長は、ヴァルデマール・クレーツ(BGB/WGB) である。

### 紋章
図柄: 銀地と青地に左右二分割。向かって左は、赤い翼から腕が伸び、赤い十字架を掲げる。向かって右は、分割線で半分になった銀の水車。

## その他
グレムスドルフは、護憲報告書に常に書き込まれるガストホーフ・ゲープでの行事で知られる。ここでは、NPDの地方大会や右翼系ロックコンサートが行われ、ナショナル・ソーシャリスト・ブラック・メタルのコンサートが行われたこともある。

## 引用
1. ↑  https://www.statistikdaten.bayern.de/genesis/online?operation=result&code=12411-003r&leerzeilen=false&language=de Genesis-Online-Datenbank des Bayerischen Landesamtes für Statistik Tabelle 12411-003r Fortschreibung des Bevölkerungsstandes: Gemeinden, Stichtag (Einwohnerzahlen auf Grundlage des Zensus 2011)
2. ↑  Bayerische Landesbibliothek Online